# Мичман
Ми́чман — военный чин и корабельное воинское звание военнослужащих в ВМФ (ВМС), речных военных флотах и береговой охране, либо в выполняющих функцию последней формированиях (например, в СССР это были морские части пограничных войск) ряда стран.

## История

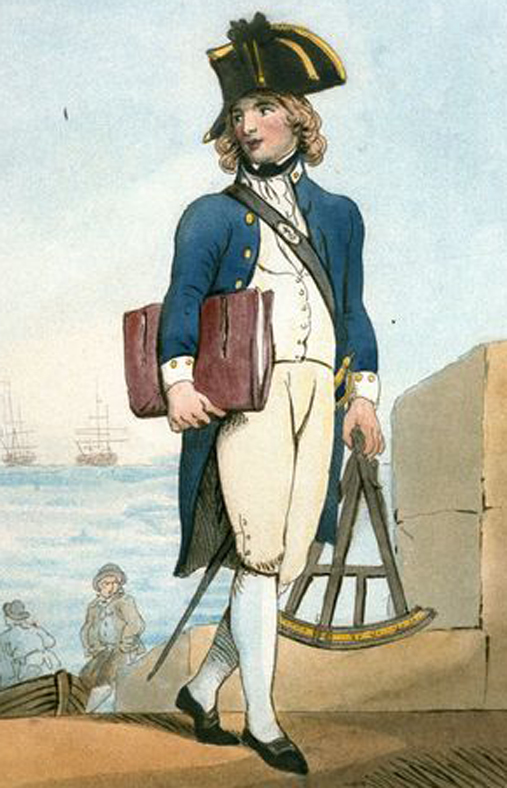
Мичман британского Королевского флота, 1799

Военная квалификация и служебное положение лиц, которым оно присваивалось, неоднократно изменялись. Название происходит от англ. midshipman, обозначавшего моряка парусного флота, несущего службу на крупных парусниках примерно посередине палубы (отсюда и название должности, сокращённое от англ. middle ship man) и обеспечивали точное исполнение командой приказов капитана или вахтенного начальника, которым поставленные паруса зачастую ограничивали обзор средней и носовой части палубы. Для наработки практики на эту должность зачастую назначали кандидатов на производство в офицерский чин (гардемаринов).
Воинское звание мичмана существует сегодня в ВМФ (ВМС) некоторых других государств. В Великобритании, например, оно присваивается курсантам старшего курса военно-морского колледжа, в США — курсантам военно-морского училища (военно-морской академии).

## Россия
| младшее звание: Старший боцман Гардемарин Кондукто́р Старший фельдшер | Мичман | старший чин: Лейтенант |

В русском флоте чин мичмана впервые введён в 1716 году как унтер-офицерский. С 1732 года, согласно Табели о рангах, стал младшим офицерским чином на флоте, относился к XIV классу. С 1796 года — чин XII класса, с 1884 года — X класса.

## СССР
|  | Младшее звание: Главный корабельный старшина | Мичман | Старший мичман | Старшее звание: Младший лейтенант |

В советское время воинское звание мичмана впервые было введено постановлением СНК СССР от 30 ноября 1940 года как высшее звание для старшин ВМФ, морских частей пограничных и внутренних войск. Это постановление действовало до 1972 года. В это время звание мичмана соответствовало армейскому званию старшины (и введённому с 1972 года флотскому званию «главного корабельного старшины»).
До введения погон в 1943 году знаками различия мичманов были нарукавные нашивки — четыре полоски узкого золотистого галуна под суконной звездой красного цвета.
В 1943 году, в связи с введением погон в Вооружённых Силах СССР, для мичманов были установлены съёмные погоны на пуговице с трапециевидным верхним срезом. Галун для погон мичмана ВМФ СССР до 1972 года шириной 3 см продольный ,от нижнего края до верхнего.Другого расположения галуна для погон мичманов ВМФ СССР до введения звёздочек в 1972 году не предусматривалось!
В 1958 году для сверхсрочников были введены нашивные погоны на шинель и китель (двубортная тужурка) без пуговиц с косым верхним срезом.
В связи с введением с 1 января 1972 года в Вооружённых Силах СССР института прапорщиков и мичманов (Указ Президиума Верховного Совета СССР от 18 ноября 1971) военнослужащие в звании мичмана стали отдельной категорией личного состава ВМФ (на кораблях, судах, в береговых частях боевого обеспечения ВМФ) и морских частей пограничных и внутренних войск. По своему служебному положению, обязанностям и правам они, так же, как и прапорщики, имеют статус, близкий к младшим офицерам, являются их ближайшими помощниками и начальниками для матросов (солдат) и старшин (сержантов) одного с ними корабля (части).
В связи с этим изменились знаки различия мичманов — для них были введены погоны нового образца без просветов, на котором вдоль продольной оси расположены две звёздочки золотистого цвета. Погоны имели поле чёрного цвета. Кант погона у мичманов ВМФ белого цвета, у мичманов морских частей пограничных войск светло-зелёного цвета.
С 12 января 1981 года в ВМФ СССР (на кораблях, судах, в береговых частях боевого обеспечения ВМФ), а также в морских частях пограничных и внутренних войск было введено воинское звание старшего мичмана (одновременно с введением в Советской Армии, береговых частях и авиации ВМФ, пограничных и внутренних войсках ВС СССР звания старшего прапорщика), для которого были введены погоны нового образца: без просветов, на которых вдоль продольной оси расположены три звёздочки золотистого цвета.
Знаки различия мичманов, СССР
|  | Мичман (до 1972)                     | Мичман (до 1972)                     | Мичман (до 1972)  | Мичман (до 1972)  | Мичман (до 1972)  | Мичман (с 1972)   | Старший мичман (с 1981) |
|  | ------------------------------------ | ------------------------------------ | ----------------- | ----------------- | ----------------- | ----------------- | ----------------------- |
|  |                                      |                                      |                   |                   |                   |                   |                         |
|  | Нарукавный знак различия (1940—1943) | Нарукавный знак различия (1940—1943) | Погон (1943—1953) | Погон (1954—1957) | Погон (1957—1971) | Погон (1971—1994) | Погон (1981—1994)       |

После распада СССР данные звания были сохранены в ВС России и в большинстве республик на постсоветском пространстве.
Перед воинским званием военнослужащего, проходящего военную службу в гвардейской воинской части, на гвардейском корабле, добавляется слово «гвардии».
К воинскому званию гражданина, пребывающего в запасе или находящегося в отставке, добавляются соответственно слова «запаса» или «в отставке».

## Российская Федерация
|  | Младшее звание: Главный корабельный старшина | Мичман | Старший мичман | Старшее звание: Младший лейтенант |

Мичман в ВМФ Российской Федерации по званию выше главного корабельного старшины и ниже старшего мичмана, который, в свою очередь, ниже младшего лейтенанта.

Звание мичмана, как правило, присваивается по окончании соответствующих школ (курсов).
Погоны мичманов ВМФ Российской Федерации c 1994 года
| Мичман | Старший мичман | Примечания |
| ------ | -------------- | --- |
| (ВO-6) | (ВО-7)         | ← Код ранга НАТО |
|        |                | Универсальный погон (съёмный и нашивной) на предметы верхней одежды (1994—2010), съёмный погон на плащ демисезонный, китель синего цвета и куртку шерстяную (с 2010) |
|        |                | Нашивной погон на тужурку, плащ демисезонный и шинель, на тужурку, куртку демисезонную и шерстяное пальто (с 2010)                                                   |